# Estadio Genaro Azcurra
El Estadio Genaro Azcurra, a veces también llamado Loma Pytá es un estadio de fútbol de Paraguay que se encuentra ubicado en el barrio Loma Pytá de la ciudad de Asunción. En este escenario, que cuenta con capacidad para unas 2000 personas, hace las veces de anfitrión el equipo de fútbol del Club Atlético Juventud.